# Goldfields-Esperance
De regio Goldfields-Esperance is een van negen regio's van West-Australië. Het is gelegen is de zuidoostelijke hoek van West-Australië en bestrijkt de lokale bestuurlijke gebieden Shire of Coolgardie, Shire of Dundas, Shire of Esperance, City of Kalgoorlie-Boulder, Shire of Laverton, Shire of Leonora, Shire of Menzies, Shire of Ngaanyatjarraku en Shire of Ravensthorpe. De regio telde in 2017 56.044 inwoners.
Het bevat ook het gebied langs de grote Australische Bocht tot de Zuid-Australische grens dat de Nullarbor wordt genoemd.

## Geografie
Goldfields-Esperance is de grootste van de West-Australische regio's met 770.488 km². Ze is drie maal zo groot als de staat Victoria. De regio bestaat veelal uit een kraton, een laag en vlak plateau van extreem oude rotsen uit het Precambrium die al lang voor het Paleozoïcum stabiel waren. Door de extreme geologische stabiliteit en de afwezigheid van gletsjers sinds het carboon is de grond er extreem onvruchtbaar en over het algemeen vrij zout. Daardoor bezit de regio de kleinste veestapel in de wereld. Uitgezonderd in een klein natter gebied nabij Esperance wordt maximaal één schaap op 2,5 km² als duurzaam beschouwd. Er zijn geen rivieren. Alle neerslag die niet opgenomen wordt door het plantenleven vormt extreem zout grondwater dat zelfs voor schapen dikwijls ondrinkbaar is.

## Klimaat
Het klimaat is meestal warm en droog. De jaarlijkse neerslag bedraagt gemiddeld 250 mm per jaar en kan variëren. Enkel in een klein gebied nabij Esperance en nationaal park Cape Arid valt 's winters te rekenen op gemiddeld 635 mm jaarlijkse neerslag. De meeste neerslag valt tijdens donderstormen in de lente en de zomer of 's winters uit wolkenbanden uit het noordwesten. Soms verzwakken cyclonen uit de Pilbara tot regendepressies en veroorzaken ze zware regenval. De klimaatverandering heeft reeds een belangrijke impact. Het is vorige eeuw en vooral de laatste 50 jaar 1 graad warmer geworden en de jaarlijkse neerslag is gestegen in het drogere binnenland.
De Kleine Zandwoestijn en de Gibsonwoestijn liggen in het noordelijk deel van de regio en de Grote Victoriawoestijn ligt in het oosten.

## Bevolking
In 2017 woonden 56.044 mensen in de regio. De helft daarvan woonde in het lokale bestuurlijke gebied City of Kalgoorlie-Boulder en een kwart in de Shire of Esperance. De overblijvende districten zijn zeer dun bevolkt. Ongeveer 10% van de bevolking is van afstamming Aborigines en dat percentage ligt hoger dan het gemiddelde van de staat.

## Economie
De economie van de Goldfields subregio is gebaseerd op het onttrekken en verwerken van verscheidene minerale grondstoffen, hoofdzakelijk goud en nikkel. In 2017 was de mijnindustrie er goed voor een omzet van bijna 3 miljard AUD.
Het pastoralisme in de noordelijke goudvelden ving aan in de jaren 1900 toen dr Laver de Yundamindera Station oprichtte. In 1923 kocht T. H. Pearse Yundamindera en Mount Celia Station en zette schapen op die 4.047 km² eigendom. Tussen 1925 en 1928 vestigden zich nog meer pastoralisten uit het oosten van Australië in de noordelijke en oostelijke goudvelden en investeerden 1.5 miljoen pond. In 1925 werden op drie maanden tijd 40.000 schapen naar de regio gespoord en in 1927 kwamen er op een maand tijd 7 treinen met schapen toe. Tegen 1934 liepen er in de goudvelden een half miljoen schapen en vijfentwintigduizend West-Australiërunderen. De schapen scheren leverde dat jaar ongeveer 11.667 balen wol op, goed voor 243.600 pond. Sinds de jaren 1990 loopt het aantal schapen terug door droogte en lage wolprijzen. Het gebied is aangetast door de extensieve veeteelt.
Meer zuidelijk nabij Esperance is de economie gebaseerd op landbouw. 80% van het landbouwareaal wordt ingenomen door tarwe, koolzaad en gerst. Er zijn ook verscheidene schapen- en runderstations. Langs de kust is er visserij en aquacultuur. Er wordt vooral gevist op sardines en haaien. Het toerisme is een groeiende industrie.
Gascoyne · Goldfields-Esperance · Great Southern · Kimberley · Mid West · Peel · Pilbara · Wheatbelt · South West
Agnew · Balagundi · Balgarri · Bardoc · Beria · Black Flag · Bonnie Vale · Boorara · Boulder · Broad Arrow · Buldania · Bullabulling · Bulong · Burbanks · Burtville · Callion · Cascade · Comet Vale · Condingup · Coolgardie · Coonana · Cosmo Newbery · Cundeelee · Dalyup · Davyhurst · Duketon · Dundas · Dunnsville · Esperance · Eucla · Eulaminna · Euro · Feysville · Forrest · Gibson · Gindalbie · Golden Ridge · Goongarrie · Grass Patch · Gudarra · Gwalia · Higginsville · Hopetoun · Israelite Bay · Jerdacuttup · Kalgoorlie · Kambalda · Kambalda West · Kanowna · Kathleen · Kintore · Kookynie · Kurnalpi · Kunanalling · Kundana · Kurrajong · Kurrawang · Lakewood · Laverton · Lawlers · Leinster · Leonara · Linden · Londonderry · Loongana · Malcolm · Menzies · Mertondale · Mount Burges · Mount Ida · Mount Margaret · Mount Morgans · Mulgarrie · Mulwarrie · Mulline · Mungari · Munglinup · Murrin Murrin · Niagara · Norseman · Ora Banda · Princess Royal · Ravensthorpe · Rawlinna · Salmon Gums · Scaddan · Sir Samuel · Tampa · Vivien · Warburton · Waverley · Widgiemooltha · Windanya · Wingellina · Woodarra · Yarri · Yerilla · Yunndaga · Yundamindera · Zanthus